# Tricentrus bifurcus
Tricentrus bifurcus är en insektsart som beskrevs av William Lucas Distant. Tricentrus bifurcus ingår i släktet Tricentrus och familjen hornstritar. Inga underarter finns listade i Catalogue of Life.